# Wittig (fiume)

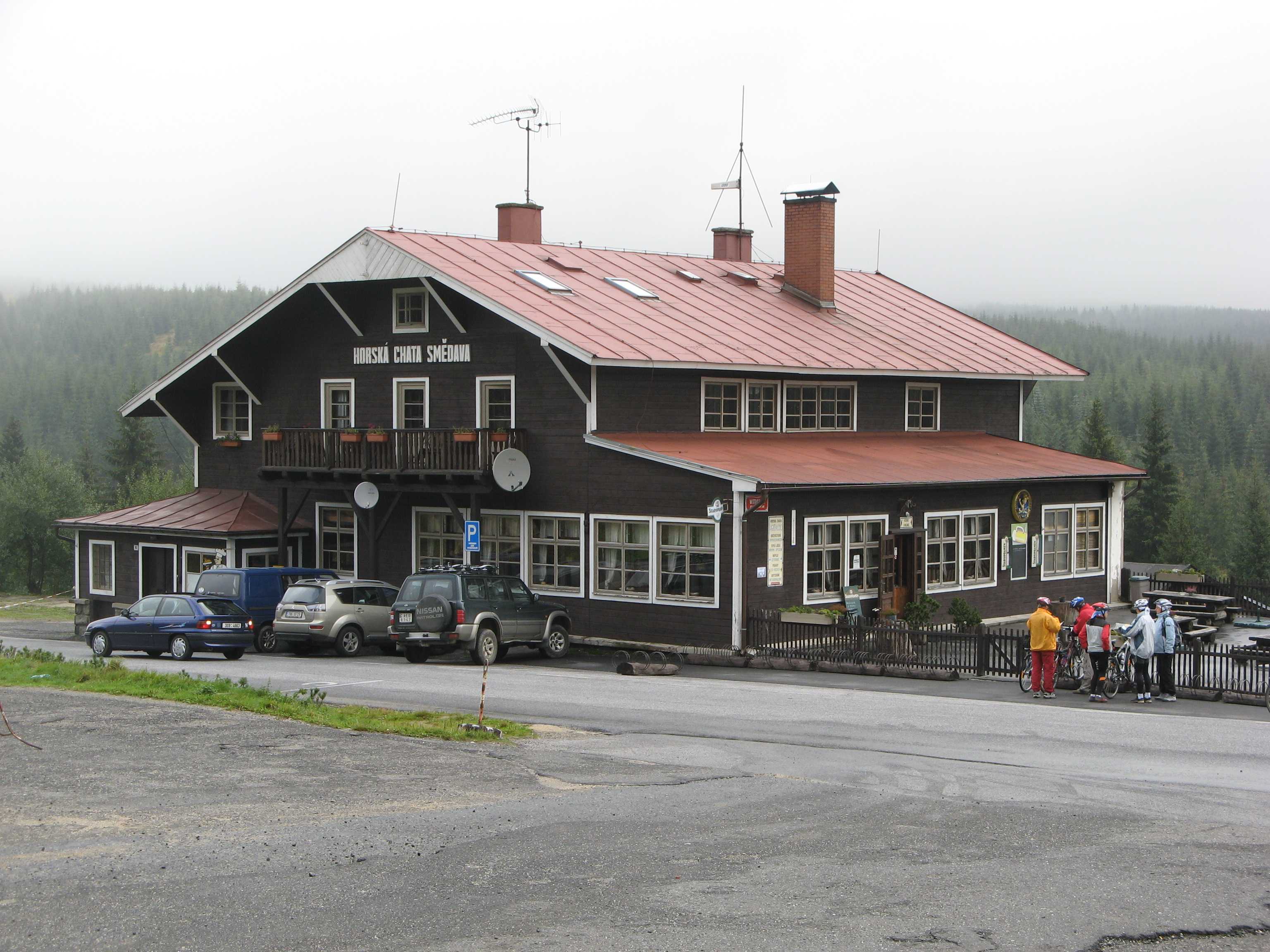
Horská chata Smědava (Wittighaus) alla confluenza con il ruscello di sorgente (altezza 847 m s.l.m.

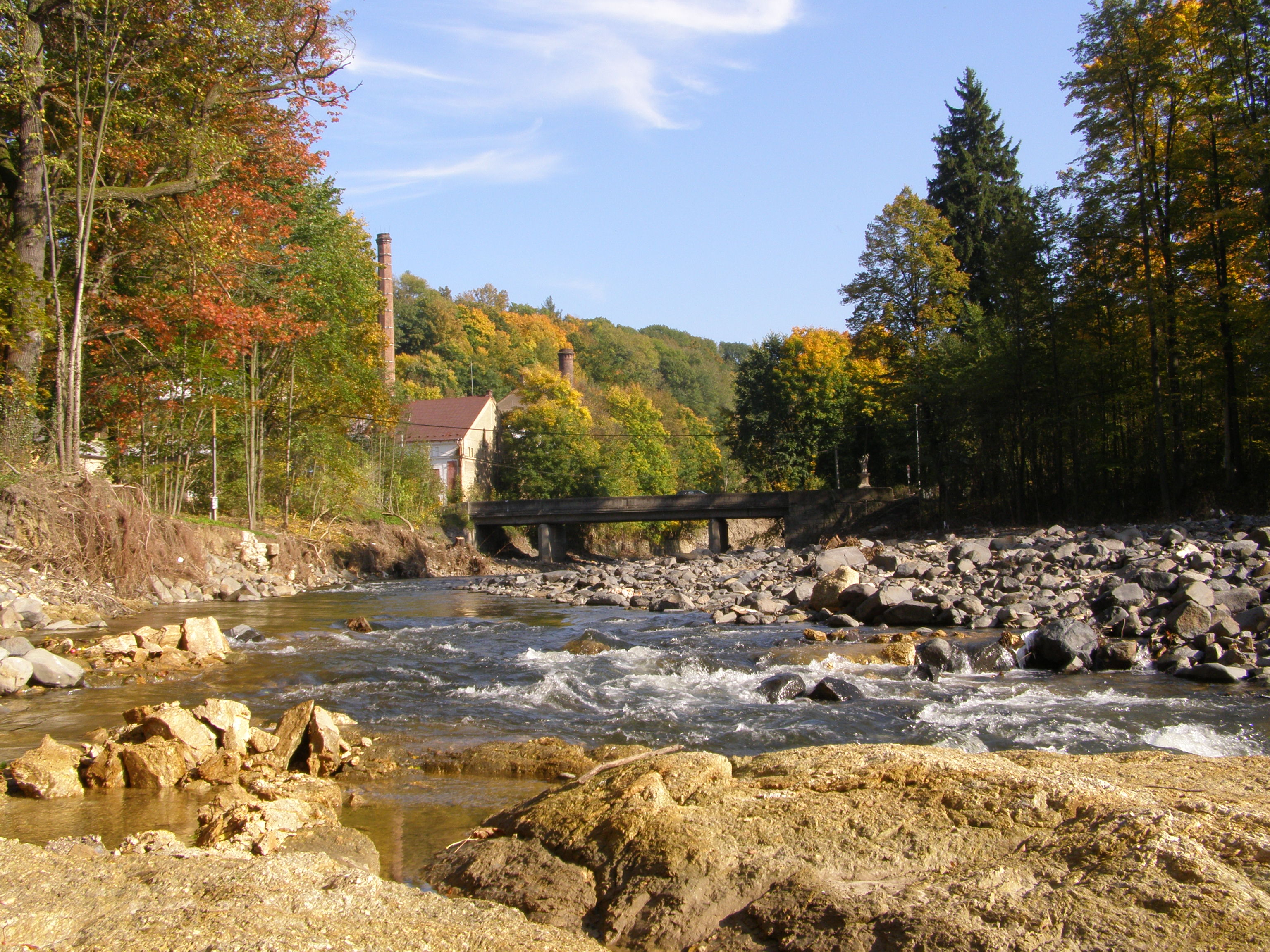
La Wittig presso Frýdlant dopo la piena del 2010

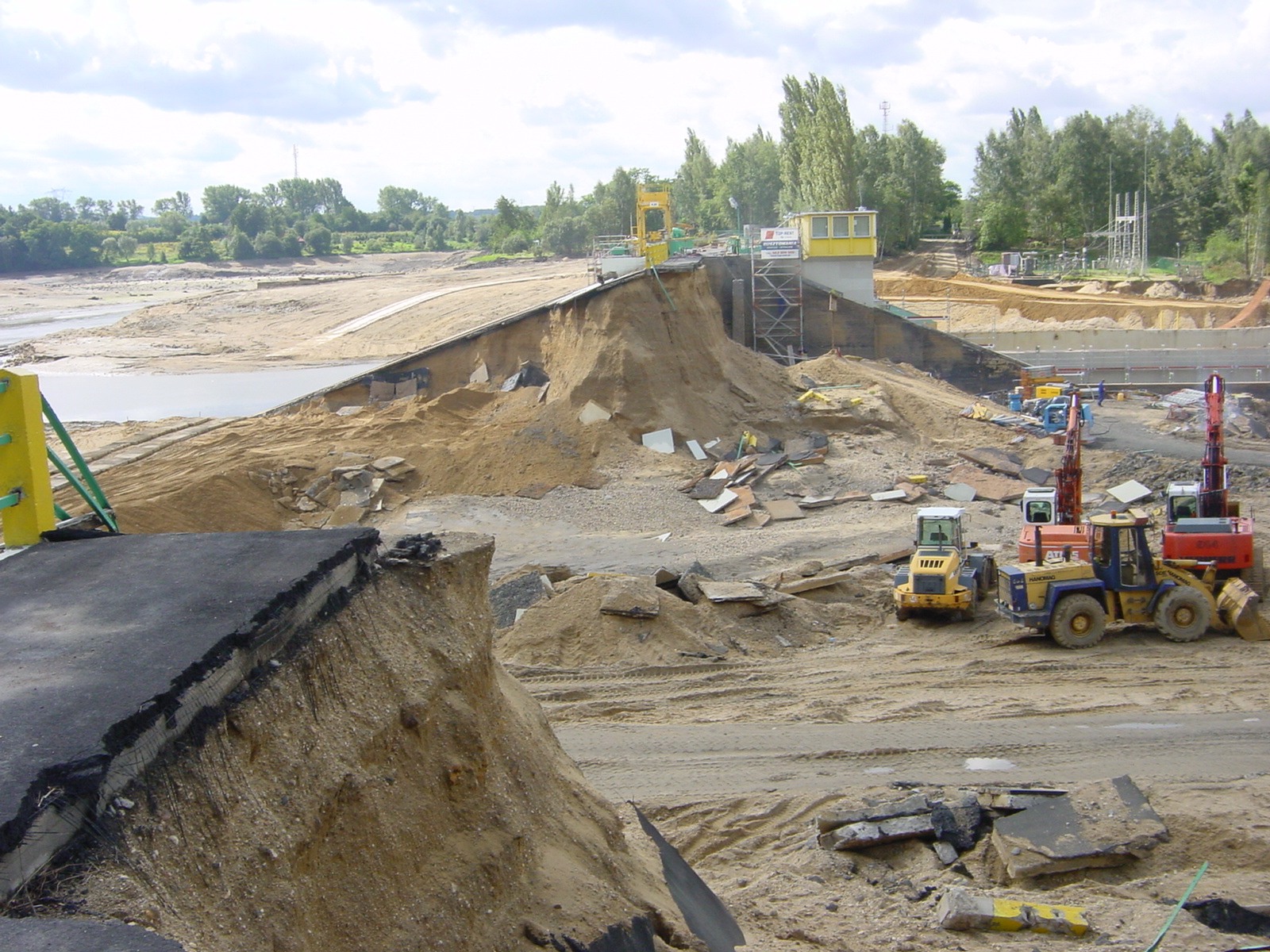
La diga di Witka dopo il collasso del 2010

La Wittig (in lingua ceca Smědá, in lingua polacca Witka) è un affluente sulla destra orografica della Neiße in Repubblica Ceca e in Polonia.

## Corso
La Wittig nasce a Wittighaus (Horská chata Smědava) nei monti cechi Iser a 847 m s.l.m. con la confluenza di tre ruscelli:
- La Wittig bianca (Bílá Smědá), che nasce ad un'altezza di circa 1000 m s.l.m nella palude Klečové louky tra le punte Jizera (Siechhübel, 1122 m) e Smědavská hora (Wittigberg, 1084 m).
- La Wittig nera (Černá Smědá), che nasce nella palude Černá jezírka sul Předěl.
- La Wittig marrone (Hnědá Smědá), che nasce ai piedi del Jizera nella palude Louka u Studánky, dove nasce anche la Desse nera (Černá Desná).

La Wittig scorre da Wittighaus con forti rapide verso Bílý Potok (in lingua tedesca Weißbach). Nel suo corso verso nord-ovest la Wittig tocca le città di Hejnice (Haindorf), Raspenava (Raspenau) und Frýdlant (Friedland).
Tra Předlánce e Černousy il corso del fiume è protetto come Riserva naturale dei Meandry Smědé.
Presso la località di Ves (Wiese) il fiume lascia il territorio boemo ed entra in quello dell'Alta Lusazia polacca. Il percorso in Cechia quindi assomma a una lunghezza di 45,9 km, con un bacino di circa 273,8 km². A questo punto la portata media risulta di circa 3,61 m³/s.
Presso Niedów (Nieda), sobborgo di Zgorzelec, il corso del fiume è sbarrato da una diga alta circa 11 m. Qui essa genera un lago con una superficie di circa 176 ha, che tra il 1958 und 1962 venne usato per fornire l'acqua di raffreddamento la centrale a carbone di Turów, oggi come bacino di riserva d'acqua.
Nel territorio del comune di Radomierzyce la Wittig sfocia nel fiume Neiße.

## Storia
Dopo il Congresso di Vienna del 1815 la Wittig costituì la linea di confine fra le parti sassone e prussiana dell'Alta Lusazia, oltre che quello tra Sassonia e Slesia. Fino al 1871 fu a est di Wanscha (Spytków) la triplice frontiera fra Sassonia, Prussia e l'Impero austriaco. Dopo la fine della seconda guerra mondiale, nel 1945, con lo spostamento del confine fra Germania e Polonia sulla linea Oder-Neiße, ebbe luogo la separazione della Wittig dalla Germania e la sua attribuzione al territorio polacco. Con l'erezione della diga di Niedów negli cinquanta ebbe luogo anche la definizione del confine fra Polonia e Cecoslovacchia.
Con ciò il poco popolato lembo appartenente a Ves, a sinistra della Wittig, che tra Spytków e alla stazione ferroviaria di Zawidów (Seidenberg) fino a Wilka penetrava in territorio polacco, fu ceduto alla Polonia. Come nuovo confine di stato furono stabiliti i corsi del torrentello Boreček e della Wittig.
Su un'isola nella zona dello sfocio della Wittig nella Neiße si trova l'ex abbazia femminile di Joachimstein, che fino al 1945 nei confronti della Sassonia e dopo della Polonia godette di uno status speciale. Inutilizzata dopo il 1945, i suoi edifici divennero cadenti e furono risistemati dal 2003.
Il 7 agosto 2010, dopo violente piogge, il muro dello sbarramento sul fiume crollò e ne conseguì un'ondata di piena nella Neiße.

## Affluenti
(con la località di confluenza)

### Alla destra orografica
- Šindelový potok, am Předěl
- Hájený potok, Bílý Potok
- Velká rybí voda, Bílý Potok
- Libverdský potok, Lužec
- Pekelský potok, Luh
- Lomnice, Luh
- Řasnice, Frýdlant
- Krčelický potok, Víska
- Bulovský potok, Předlánce
- Kočičí potok/Koci Potok, Niedów-Stausee

### Alla sinistra orografica
- Bílý potok, Bílý Potok
- Černý potok, Hejnice
- Sloupský potok, Raspenava
- Pustý potok, Raspenava
- Holubí potok, Raspenava
- Větrovský potok, Větrov
- Kunratický potok, Kunratice
- Minkovický potok, Minkovice
- Višňovský potok, Předlánce
- Saňský potok, Filipovka
- Boreček o Andělský potok/Boreczek, Ves